# Кењац (филм)
Кењац је хрватско-босанскохерцеговачко-британско-српски филм снимљен 2009. године у режији Антонија Нуића.

## Кратак садржај
Радња се одвија у лету 1995. године, непосредно пред операцију „Олуја“. Боро, који није био седам година у свом родном селу Дриновци у Херцеговини, одлучује да оде са својом породицом, женом Јасном и сином Луком. Он се ближи четрдесетим годинама и има жељу да види свог брата који је са породицом побегао из Сарајева. Боро зна да му је брат рањен, али при првом виђењу након дугог низа година, сазнаје да ће му брат доживотно остати инвалид.
Боро се непрестано свађа са Јасном, а не говори уопште са оцем Пашком, кога криви за мајчину смрт. Боро ће за две недеље месеца августа решити дугогодишњи дубоки спор са оцем, и научиће да буде бољи муж и отац, а у свему томе кључну улогу ће одиграти један кењац — магарац.

## Улоге
| Глумац                | Улога      |
| --------------------- | ---------- |
| Небојша Глоговац      | Боро       |
| Наташа Јањић          | Јасна      |
| Роко Роглић           | Лука       |
| Тонко Лонза           | Пашко      |
| Емир Хаџихафизбеговић | Петар      |
| Љубо Капор            | Анте       |
| Асја Јовановић        | тетка Љуба |
| Блаж Бобан            | Мијат      |
| Гордана Бобан         | Даница     |
| Раде Кнез             | Звоне      |
| Керим Шишић           | Давор      |
| Луциа Роглић          | Ренета     |
| Жаре Батиновић        | Бата       |
| Ивица Боровац         | Ћипа       |
| Трпимир Јуркић        | Ико        |
| Љубо Магарац          | магарац    |
| Недиљка Јанковић      | Ана        |
| Тјешимир Јерић        | Чана       |

Извори:
- Кењац (филм) на веб-сајту  (језик: енглески)
- Страница филма на сајту Филмског фестивала у Пули (језик: хрватски) (језик: енглески)

## Приказивања
Премијере филма:
| Светска             | Светска             | Светска                    | Светска |
| Држава              | Датум               | Место/Фестивал             |         |
| ------------------- | ------------------- | -------------------------- | ------- |
| Хрватска            | 23. јул 2009.       | Пула - Филмски фестивал    |         |
| Међународна         |                     |                            |         |
| Држава              | Датум               | Место/Фестивал             |         |
| Босна и Херцеговина | 13. август 2009.    | Сарајево- Филмски фестивал |         |
| Биоскопска          |                     |                            |         |
| Држава              | Датум               | Место/Фестивал             |         |
| Хрватска            | 16. септембар 2009. | Загреб                     |         |
| по државама         |                     |                            |         |
| Држава              | Датум               | Место                      |         |
| Хрватска            | 16. септембар 2009. | Загреб                     |         |
| Босна и Херцеговина | 13. август 2009.    | Сарајево                   |         |
| Србија              | 17. децембар 2009.  | Београд                    |         |

Приказивање филма је одржано или заказано на следећим филмским фестивалима:
| Приказивања на фестивалима | Приказивања на фестивалима | Приказивања на фестивалима                                   | Приказивања на фестивалима |
| Земља                      | Датум                      | Назив фестивала                                              |                            |
| -------------------------- | -------------------------- | ------------------------------------------------------------ | -------------------------- |
| Хрватска                   | 23. јул 2009.              | 56. Филмски фестивал у Пули (светска премијера)              |                            |
| Босна и Херцеговина        | 13. август 2009.           | Да                                                           |                            |
| Хрватска                   | 28. август 2009.           | 3. Филмски фестивал у Вуковару                               |                            |
| Босна и Херцеговина        | 8. септембар 2009.         | 14. Дани хрватског филма „мала Пула“ у Орашју                |                            |
| Босна и Херцеговина        | 9. септембар 2009.         | 10. Медитерански филмски фестивал у Широком Бријегу оставити |                            |
| Србија                     | 26. новембар 2009.         | 15. Фестивал ауторског филма у Београду                      |                            |
| Босна и Херцеговина        | 30. новембар 2009.         | Да                                                           |                            |
| САД                        | 10. јануар 2010.           | 21. Међународни филмски фестивал у Палм Спрингсу             |                            |
| Холандија                  | 28. јануар 2010.           | 39. Међународни филмски фестивал у Ротердаму                 |                            |
| Шведска                    | 5. фебруар 2010.           | 33. Међународни филмски фестивал у Гетеборгу                 |                            |
| Италија                    | 7. март 2010.              | 28. Филмски сусрети у Бергаму                                |                            |
| Бугарска                   | 10. март 2010.             | 14. Међународни филмски сусрети у Софији                     |                            |
| Енглеска                   | 21. март 2010.             | 16. Међународни филмски фестивал у Бредфорду                 |                            |
| Сингапур                   | 16. април 2010.            | 23. Међународни филмски фестивал у Сингапуру                 |                            |
| Немачка                    | 23. април 2010.            | 10. Фестивал средње- и источноевропског филма „goEast“ у Висбадену |                            |
| Немачка                    | 6. мај 2010.               | 7. Филмски фестивал у Најсу                                  |                            |
| САД                        | 30. мај 2010.              | 36. Међународни филмски фестивал у Сијетлу                   |                            |
| Финска                     | 24. август 2010.           | 21. Међународни биоскопски филмски фестивал у Еспу           |                            |

Напомена:
Знак style="background:#9F9;vertical-align:middle;text-align:center;" class="table-yes"|Да означава да је отворио филмски фестивал.
Знак  оставити означава да је затворио филмски фестивал.
Према извештају Hrvatskog audiovizualnog centra (HAVC) филм ће почетком 2010. године отићи на турнеју у иностранству са одредиштима на међународним филмским фестивалима у Ротердаму, Гетеборгу и Палм Спрингсу у јануару и почетком фебруара, док почетком марта иде на међународне Филмске сусрете у Бергаму.
Након Филмских сусрета у Бергаму, филм је приказан на међународним Филмским сусретима у Софији, док после тога наставља турнеју по међународним филмским фестивалима у Бредфорду, Сингапуру, Висбадену, Најсу, Сијетлу и Еспу.

## Награде
| 56. Филмски фестивал у Пули 2009.                        | 56. Филмски фестивал у Пули 2009.         | 56. Филмски фестивал у Пули 2009. | 56. Филмски фестивал у Пули 2009. |
| Награда                                                  | Категорија                                | Добитник                          |                                   |
| -------------------------------------------------------- | ----------------------------------------- | --------------------------------- | --------------------------------- |
| Златна арена (национални такмичарски програм)            | Награда за најбољу камеру                 | Мирко Пивчевић                    |                                   |
| Златна арена (национални такмичарски програм)            | Награда за најбољу музику                 | Срђан Гулић - Гул                 |                                   |
| Златна арена (национални такмичарски програм)            | Награда за најбољи сценарио               | Антонио Нуић                      |                                   |
| Награда Хрватског друштва филмских критичара „Октавијан“ | најбољи хрватски дугометражни играни филм | „Кењац“                           |                                   |
| 28. Филмски сусрети у Бергаму 2010.                      |                                           |                                   |                                   |
| Награда                                                  |                                           | Добитник                          |                                   |
| Награда „Bronze Rosa Camuna“                                               |                                           | Антонио Нуић                      |                                   |

Комисија Hrvatskog društva filmskih djelatnika (HDFD) избрала је 24. септембра 2009. године тајним гласањем да овај филм буде хрватски кандидат за награду „Оскар“ у категорији најбољег филма ван енглеског говорног подручја. Комисија је била састављена од 17 чланова a филм је одабран у другом круга гласања.
Филм је представљен међу осам европских наслова на избору за предсекцију за номинацију награде „Оскар“.
Остале награде и фестивали на којима је филм учествовао:
- Палм Спрингс Филм Фестивал 2009. године – Награда за најбољи страни филм
- 15. Сарајево Филм Фестивал 2009. године – Тачмичарски програм
- 33. Гетеборг Интернатионал Филм Фестивал 2010. године – програм Five Continents
- Вуковар Филм Фестивал 2009. године
- 39. Интернатионал Филм Фестивал Роттердам 2010. године – Службена селекција Bright Future
- 23. додела награда Европске филмске академије 2010. године – ужи избор за номинације
- Севиља Филм Фестивал 2010. године

## Занимљивости
- Херцеговачко село Дриновци, у коме се одвија радња филма, је заправо родно село Нуићевог оца.[49]
- Реч „кењац“, по којој филм носи назив, је локална хрватска реч за магарца.[50]
- Као инспирација за писање сценарија, Нуићу је послужила прича извесног човека по имену Боро. Он му је испричао један истинити[50] догађај о трговини магарцима који се догодио у лету 1995. године током ратних збивања. То је Нуићу послужило да одреди место радње филма, да надене име главном лику и да уведе „појаву магарца“ у филм.[49]

### Везе ка сајтовима о филму
- Званични веб-сајт
- Кењац на веб-сајту  (језик: енглески)
- „Кењац“ на  (језик: хрватски)
- „Кењац“ на  (језик: хрватски)
- „Кењац“ на  (језик: српски)
- „Кењац“ на  (језик: српски)

### Везе ка сајтовима фестивала
- Филмски фестивал у Пули (језик: хрватски) (језик: енглески)
- Филмски фестивал у Сарајеву (језик: бошњачки) (језик: енглески)
- Филмски фестивал у Вуковару (језик: хрватски) (језик: енглески)
- Медитерански филмски фестивал у Широком Бријегу (језик: хрватски) (језик: енглески)
- Међународни филмски фестивал у Палм Спрингсу (језик: енглески)
- Међународни филмски фестивал у Гетеборгу (језик: шведски) (језик: енглески) Архивирано на веб-сајту  (8. март 2022)
- Међународни филмски фестивал у Ротердаму (језик: холандски) (језик: енглески)
- Филмски сусрети у Бергаму (језик: италијански) (језик: енглески)
- Међународни филмски фестивал у Бредфорду (језик: енглески)
- Међународни филмски фестивал у Сингапуру (језик: енглески) Архивирано на веб-сајту  (3. април 2010)
- Међународни филмски фестивал у Сијетлу (језик: енглески)
- Међународни биоскопски филмски фестивал у Еспу (језик: фински) (језик: енглески)[мртва веза]